# Skyphos des Theseus-Malers (Olympia P 3230)
Der Skyphos des Theseus-Malers wurde 1942 in Frankonisi in der Nähe von Olympia gefunden und befindet sich unter der Inventarnummer P 3230 im Archäologischen Museum Olympia. Es handelt sich um eines der wenigen fast vollständig erhaltenen Werke der attisch-schwarzfigurigen Vasenmalerei aus der Umgebung des Heiligtums.

## Beschreibung
Die Höhe des Skyphos beträgt 17 cm ohne Henkel, mit Henkeln 17,3 cm, der Durchmesser beträgt 22,6 cm, mit Henkeln 30,7 cm. Die A-Seite sowie der linke Henkel sind aus erhaltenen Fragmenten wieder zusammengesetzt worden, lediglich am Fuß wurde ein Stück nicht aufgefunden und ergänzt. Das Stück weist an einigen Stellen Fehlbrände auf, bis auf Abrieb an den Henkeln ist die Malerei vollständig erhalten.
Auf dem oberen Rand des Skyphos befinden sich zwei Reihen von Punkten, die durch eine dünne Linie voneinander getrennt sind, zwei dicke Firnislinien begrenzen die Punktreihen nach oben und unten. Die Bilder werden oben von einer dünnen Firnislinie begrenzt. Auf beiden Seiten ist Herakles mit einem Stier kämpfend dargestellt, rechts neben der Szene steht jeweils Athena mit einem Chiton und Mantel bekleidet und mit Speer und Helm gerüstet. Im Hintergrund sind Blattranken zu sehen. Auf der A-Seite greift Herakles von hinten ein Horn und ein Bein des Tieres, das mit erhobenen Vorderbeinen dasteht. Die sich vor dem Stier befindende Athena weicht mit ausgestreckter rechter Hand nach hinten aus. Auf der B-Seite wird der Stier in Umrisszeichnung deutlich größer gezeigt als auf der A-Seite, über seinem Schwanz befinden sich zwei Zeichen, die an Buchstaben erinnern. Herakles hält ihn am Kopf und am Bein und hat ihn in die Knie gezwungen. Athena steht hier ruhig der Szene zugewandt und hält ihren Speer senkrecht in der Hand. Unter den Henkeln finden sich jeweils Bogen und Köcher des Herakles. Unter den Bildern befinden sich zwei breite und drei dünne Linien, der Fuß ist von außen gefirnisst, auf dem Boden sind zwei Firniskreise angebracht.

## Zuschreibung
Der Skyphos wurde von John D. Beazley dem Theseus-Maler oder seiner Werkstatt zugeschrieben, wegen der flüchtigen Ausführung von Gewandfalten und anatomischen Details ist eine genauere Zuordnung nicht möglich. Stamates Fritzilas wies die Vase dem Maler von Philadelphia 5481 zu, einem Maler aus dem Umkreis des Theseus-Malers.